# آشوت پطروسیانتس
آشوت هوهانسی پطروسیانتس (ارمنی: Աշոտ Հովհաննեսի Պետրոսյանց؛  زادهٔ ۲۷ آوریل ۱۹۱۰ - درگذشته ۱۳ ژوئیهٔ ۱۹۷۸) رهبر ارکستر، موسیقی‌شناسی و آهنگساز اهل ارمنستان بود.

## زندگی‌نامه
وی در ۱۰ مه [سبک قدیمی: ۲۷ آوریل] ۱۹۱۰ در دهستان مرگور به دنیا آمد و از کنسرواتوار دولتی ازبکستان فارغ‌التحصیل گشت. وی در کنسرواتوار دولتی ازبکستان فعالیت می‌کرد. همچنین برندهٔ جوایزی همچون نشان پرچم سرخ کار (۱۹۵۱)، نشان برجسته افتخار (۱۹۵۹)، مدال کار شجاعانه در جنگ بزرگ میهنی، هنرمند شایسته ازبکستان شوروی (۱۹۵۰)، هنرمند شایسته قره‌قالپاقستان شوروی (۱۹۷۳)، جایزه دولتی اتحاد شوروی (۱۹۵۱) و جایزه استالین (۱۹۵۱) شده است. وی در ۱۳ ژوئیهٔ ۱۹۷۸ در سن ۶۸ سالگی در تاشکند درگذشت و در آرامستان چیگاتوی به خاک سپرده شد.

## یادداشت
1. ↑  Ուզբեկական ԽՍՀ արվեստի վաստակավոր գործիչ
2. ↑  Ուզբեկստանի պետական կոնսերվատորիա
3. ↑  Չիգատոյի գերեզմանոց